# Valence (Tarn y Garona)
 Valence d'Agen o Valence es una comuna y población de Francia, en la región de Mediodía-Pirineos, departamento de Tarn y Garona, en el distrito de Castelsarrasin. 
Es el chef-lieu y mayor población del cantón homónimo.
Está integrada en la Communauté de communes des Deux Rives .

## Demografía
| 3574 | 3867 | 4058 | 4408 | 4901 | 4783 |
| Para los censos de 1962 a 1999 la población legal corresponde a la población sin duplicidades (Fuente: INSEE [Consultar]) |      |      |      |      |      |